# Paraphilomecyna hiekei
Paraphilomecyna hiekei là một loài bọ cánh cứng trong họ Cerambycidae.